# Bezzia roldani
Bezzia roldani är en tvåvingeart som beskrevs av Gustavo R. Spinelli och Wirth 1981. Bezzia roldani ingår i släktet Bezzia och familjen svidknott. Inga underarter finns listade i Catalogue of Life.